# Oliver F. Naquin
Oliver Francis Naquin, né le 24 mars 1904 à La Nouvelle-Orléans et mort à la base d'Andrews le 13 novembre 1989, est un contre-amiral de la marine américaine. Diplômé de l'Académie navale d'Annapolis en 1925, il fait partie des trente-trois rescapés du naufrage du sous-marin USS Squalus en 1939. Il participe ensuite à la Seconde Guerre mondiale, avec un rôle controversé dans le naufrage du croiseur lourd USS Indianapolis le 30 juillet 1945.